# La Zarza
La Zarza är en ort i Spanien.   Den ligger i provinsen Provincia de Valladolid och regionen Kastilien och Leon, i den centrala delen av landet, 130 km nordväst om huvudstaden Madrid. La Zarza ligger 760 meter över havet och antalet invånare är 156.
Terrängen runt La Zarza är platt. Runt La Zarza är det ganska glesbefolkat, med 24 invånare per kvadratkilometer. Närmaste större samhälle är Medina del Campo, 13,2 km väster om La Zarza. Trakten runt La Zarza består till största delen av jordbruksmark.